# NGC 6350
NGC 6350 (również PGC 60046 lub UGC 10800) – galaktyka soczewkowata (S0), znajdująca się w gwiazdozbiorze Herkulesa. Odkrył ją Édouard Jean-Marie Stephan 29 czerwca 1880 roku.
W galaktyce tej zaobserwowano supernową SN 2010je.